# Вуйосевич, Смилья
Смилья Вуйошевич (9 июня 1935 — 30 июля 2016) — канадская шахматистка, международный мастер (1977) среди женщин.
С 1967 года жила в Канаде.
Победитель чемпионата Канады по шахматам среди женщин 1975 года. В чемпионате 1996 года разделила 8-9 место.
В составе сборной Канады участница пяти Олимпиад (1974—1976, 1990—1994). На олимпиаде 1976 года выступала на 1-й доске и выиграла бронзовую медаль в индивидуальном зачёте.
Согласно профилю на сайте ФИДЕ, на момент смерти С. Вуйошевич не входила в число активных канадских шахматистов, имела рейтинг 2030 пунктов и занимала 500-ю позицию в национальном рейтинг-листе.

## Изменения рейтинга
| Графики недоступны из-за технических проблем. См. информацию на Фабрикаторе и на mediawiki.org. |